# Isaac ibn Gayyat
Isaac ibn Gayyat (Lucena, 1038-Córdoba, 1089) fue un poeta, exegeta, talmudista y rabino medieval del siglo X. Fue director de la Academia talmúdica de Lucena, una de las más influyentes de al-Ándalus.

## Biografía
Isaac ibn Gayyat nació en 1038 en Lucena, probablemente la ciudad con una comunidad judía más relevante de al-Ándalus. En ella adquirió grandes conocimientos sobre el Talmud, la lingüística y llegó a hablar con fluidez el árabe, el hebreo y el arameo. Cuando todavía era joven, se convirtió en uno de los rabinos más influyentes de Lucena y acudieron numerosos intelectuales a recibir sus conocimientos, como Moses ibn Ezra.
Adquirió gran amistad con Samuel ibn Nagrela, probablemente el judío que más poder político adquirió en el Medievo al convertirse en el visir del rey granadino Badis ben Habús entre 1038 y 1055, a cuya muerte le escribió un poema panegírico en arameo. Cuando su hijo Yosef ibn Nagrela fue asesinado el 30 de diciembre de 1066 durante la Masacre de Granada, su viuda y su hijo Azarías huyeron de Granada y buscaron refugio en Lucena, bajo la protección de Ibn Gayyat, que también dedicó dos elegías para su amigo Yosef.
Isaac ibn Gayyat fue autor de un comentario del Talmud, escrito en árabe, que fue utilizado por Maimónides. Asimismo, escribió un comentario al libro de Eclesiastés, atribuido erróneamente durante gran tiempo a Saadia Gaón, donde explica el texto bíblico desde un punto de vista lingüístico y utiliza la filosofía neoplatónica; está precedido de una introducción, donde expone las ideas del Eclesiastés y las enseñanzas que se pueden extraer del mismo; esta explicación influyó a Abraham ibn Ezra.
No obstante, Gayyat es conocido por ser un gran autor de poesía religiosa judía, escrita para ser recitada durante el servicio religioso en la sinagoga. Su gran innovación es introducir ideas hasta entonces exclusivas de la poesía secular como la cosmogonía, la filosofía helenística, incluso astronomía y astrología. Este hecho produce la integración del pensamiento científico clásico en la tradición religiosa judía.
Al cumplir los 51 años, Gayyat viajó a Córdoba para someterse a un tratamiento por una grave enfermedad, donde falleció. Sus restos mortales fueron trasladados a Lucena, donde fue enterrado, probablemente en la Necrópolis judía de Lucena descubierta en 2006. Su alumno Moses ibn Ezra escribió en su epitafio «Aquí está enterrada la fuente de sabiduría».